# 托福 (大西洋省)
6°51′N 2°5′E / 6.850°N 2.083°E

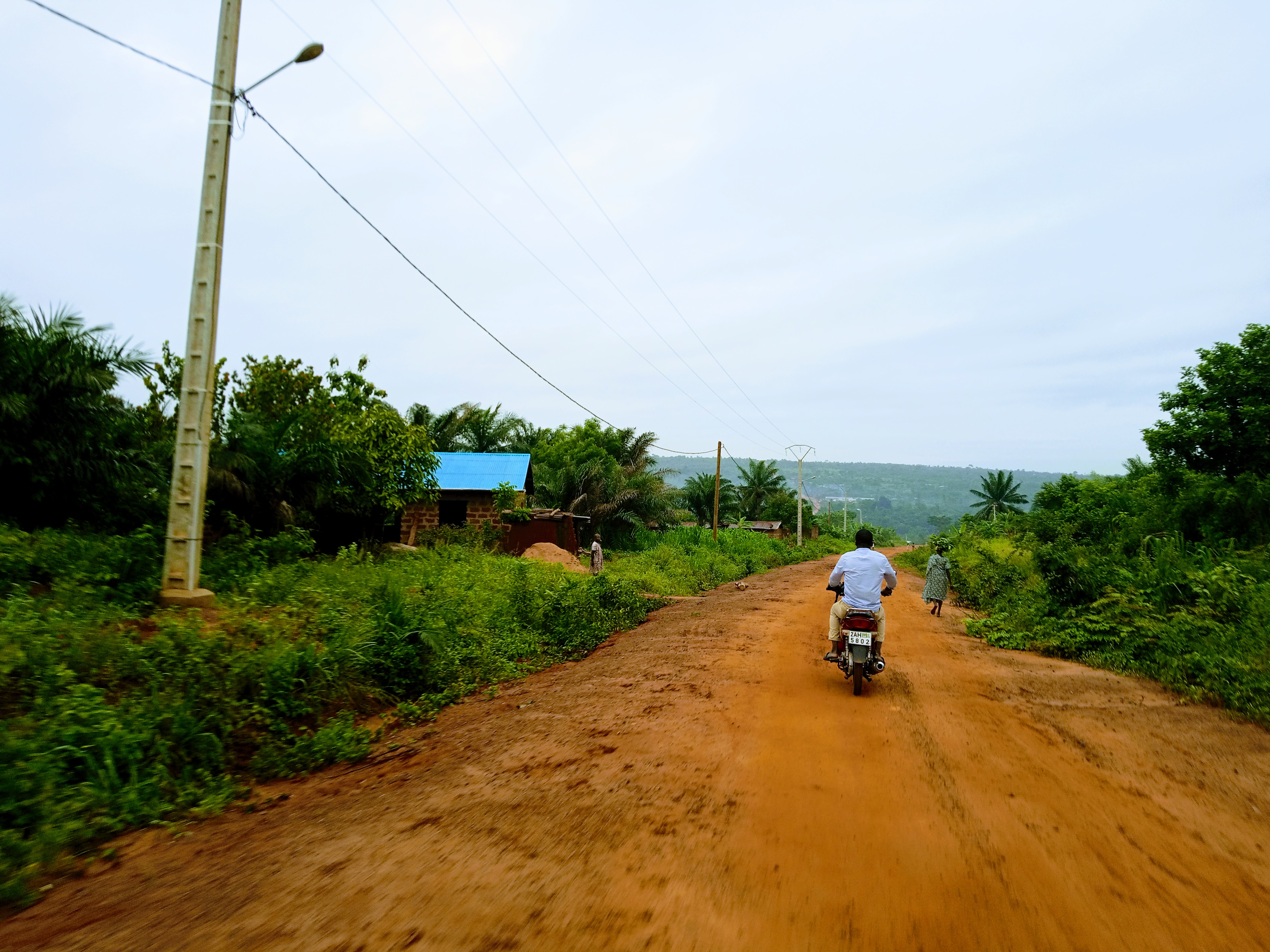
托福的道路

托福（法語：Toffo），是貝寧的城鎮，位於該國南部，由大西洋省負責管轄，面積515平方公里，海拔高度70米，2013年該城鎮人口101,585，人口密度每平方公里197人。